# Acrocercops brachyglypta
Acrocercops brachyglypta är en fjärilsart som beskrevs av Edward Meyrick 1931. Acrocercops brachyglypta ingår i släktet Acrocercops och familjen styltmalar.
Artens utbredningsområde är Samoa. Inga underarter finns listade i Catalogue of Life.